# Copris ochus
Copris ochus — вид жуков из подсемейства Scarabaeinae, семейства Scarabaeidae.

## Распространение
На Дальнем Востоке встречается в Приморском крае, Японии, полуострове Кореи и в Китае.

## Описание
В длину достигает 18—28 мм. Продольная бороздка на диске переднеспинки отсутствует или слегка выражена. Передний скат переднеспинки самца не крапчатый, гладкий. Надкрылья почти матовые, со слабо выраженными бороздками.